# Чупров Федір Михайлович
Федір Михайлович Чупров (26 січня 1921, село Устюг, тепер Сухобузимського району Красноярського краю, Російська Федерація — 1 травня 1990, місто Фрунзе, тепер Бішкек, Киргизстан) — радянський діяч, 1-й секретар Ошського промислового обкому КП Киргизії. Депутат Верховної ради Киргизької РСР 6—10-го скликань.

## Життєпис
Народився в селянській родині. Трудову діяльність розпочав у 1934 році в місті Красноярську.
З червня 1941 по червень 1946 року — в Червоній армії, учасник німецько-радянської війни з січня 1942 року. Закінчив піхотне училище. Служив командиром мінометного взводу 360-го окремого кулеметного артилерійського батальйону 159-го Укріпленого району 66-ї армії, командиром роти 496-го окремого кулеметного артилерійського батальйону 159-го Дністровського Укріпленого району 40-ї армії, заступником командира батальйону із стройової частини 491-го окремого кулеметного артилерійського батальйону 159-го Дністровського Укріпленого району 106-го стрілецького корпусу 60-ї армії. Був тричі поранений. Воював на Західному, Донському, 1-му і 2-му Українському фронтах. Член ВКП(б) з 1944 року.
Після демобілізації закінчив Свердловський гірничий інститут.
Працював головним маркшейдером рудника, головою групкому профспілки, начальником політичного відділу гірничо-рудного підприємства в місті Майлі-Сай Киргизької РСР.
У 1958 році закінчив Вищу партійну школу при ЦК КПРС.
У 1958—1963 роках — інструктор промислово-транспортного відділу ЦК КП Киргизії; 1-й секретар Майлі-Сайського міського комітету КП Киргизії; секретар Ошського обласного комітету КП Киргизії.
У січні 1963 — грудні 1964 року — 1-й секретар Ошського промислового обласного комітету КП Киргизії.
У 1965 році — начальник виробничо-технічного управління Ради народного господарства Киргизької РСР.
У 1965—1970 роках — завідувач промислово-транспортного відділу ЦК КП Киргизії.
У 1970 — вересні 1983 року — 2-й секретар Фрунзенського міського комітету КП Киргизії.
З вересня 1983 року — персональний пенсіонер союзного значення.
Помер 1 травня 1990 року в місті Фрунзе (Бішкеку).

## Звання
- лейтенант
- старший лейтенант
- капітан

## Нагороди
- орден Червоного Прапора (26.12.1944)
- орден Олександра Невського (24.11.1944)
- три ордени Вітчизняної війни І ст. (18.05.1945, 29.05.1945, 6.04.1985)
- орден Вітчизняної війни ІІ ст. (3.03.1944)
- два ордени Трудового Червоного Прапора
- орден Червоної Зірки (20.05.1944)
- два ордени «Знак Пошани»
- медаль «За бойові заслуги» (17.01.1943)
- медаль «За трудову доблесть»
- медаль «За перемогу над Німеччиною у Великій Вітчизняній війні 1941—1945 рр.» (1945)
- медаль «За оборону Москви» (1944)
- медаль «За оборону Сталінграда» (22.12.1942)
- медалі